# Strathcona Regional District
Der Strathcona Regional District liegt in British Columbia in Kanada. Der Bezirk liegt zu einem Teil auf Vancouver Island und auf dem gegenüberliegenden Festland. Im Bezirk leben 44.671 Menschen auf 18.278,06 km² (2016). Beim Zensus 2011 wurden für den Bezirk 43.252 Einwohner ermittelt. Der Hauptort ist Campbell River.

## Geschichte
Das Regionaldistrikt wurde am 15. Februar 2008 aus Teilen des aufgelösten Regional Districts Comox-Strathcona gebildet. Dabei kamen 91,6 % der Fläche, aber nur 42,1 % der Einwohner zu diesem Regionaldistrikt.

## Administrative Gliederung

### Städte und Gemeinden
| Ort            | Status  | Bevölkerung |
| Campbell River | City    | 32.588      |
| Gold River     | Village | 1.212       |
| Sayward        | Village | 311         |
| Tahsis         | Village | 248         |
| Zeballos       | Village | 107         |

### Gemeindefreie Gebiete
- Strathcona A
- Strathcona B (im Wesentlichen die Inseln Cortes Island, Marina Island und Twin Islands)
- Strathcona C (im Wesentlichen die Inseln der Discovery Islands sofern diese nicht zu Strathcona B gehören und der Teil des Bezirks auf dem Festland)
- Strathcona D (im Wesentlichen der Strathcona Provincial Park sowie der Elk Falls Provincial Park mit dem Land, das sie umgibt/verbindet, und der Küstenbereich südlich von Campbell River)